# Gidami (woreda)
« Gidami (Éthiopie) » et « Jimma Gidami » redirigent ici. Pour les autres significations, voir Jimma et Gidami.
Gidami est un woreda de l'ouest de l'Éthiopie situé dans la zone Kelam Welega de la région Oromia. Issu d'une scission de l'ancien woreda Jimma Gidami, le woreda Gidami a 85 904 habitants en 2007 et porte le nom de son centre administratif, Gidami.

## Origine
Le woreda Gidami est issu avec son voisin oriental Jimma Horo de la scission d'un ancien woreda appelé Jimma Gidami[réf. souhaitée].
La scission date probablement de la fin des années 1990 ou du début des années 2000[réf. souhaitée].
Dès 2006, Jimma Horo et Gidami sont mentionnés séparément dans l'Atlas of the Ethiopian rural economy.

## Situation
Situé à l'extrémité ouest de la zone Kelam Welega et de la région Oromia, le woreda Gidami est limitrophe du Soudan du Sud à l'ouest, de la région Gambela au sud, de la région Benishangul-Gumuz au nord-ouest et de la zone Mirab Welega au nord-est. Il est bordé dans la zone Kelam Welega par les woredas Jimma Horo à l'est et Anfillo au sud.
Son centre administratif s'appelle Gidami ou Gidame.
Située vers 1 900 m d'altitude à une centaine de kilomètres de Dembi Dolo, non loin de la frontière sud-soudanaise, la ville de Gidami est desservie par la route conduisant à Begi dans le woreda voisin, route qui se poursuit vers Bambasi et Asosa dans la région Benishangul-Gumuz.

## Population
Au recensement national de 2007, le woreda compte 85 904 habitants dont 7 % de citadins.
La moitié des habitants (49 %) sont orthodoxes, 37 % sont protestants et 14 % sont musulmans.
La population urbaine correspond aux 5 602 habitants du centre administratif, Gidami.
En 2022, la population du woreda est estimée à 123 880 personnes avec une densité de population de 57 personnes par km2 et 2 190 km2 de superficie.